# Кошачьи акулы (род)
Коша́чьи аку́лы (лат. Scyliorhinus) — род хрящевых рыб семейства кошачьих акул (Scyliorhinidae).

## Виды
- Scyliorhinus haeckelii (A. Miranda-Ribeiro, 1907) — Уругвайская кошачья акула
- Scyliorhinus boa (Goode & T. H. Bean, 1896) — Карибская кошачья акула
- Scyliorhinus canicula (Linnaeus, 1758) — Обыкновенная кошачья акула, или мелкопятнистая кошачья акула, или европейская кошачья акула, или морской пёс
- Scyliorhinus capensis (J. P. Müller & Henle, 1838) — Южноафриканская кошачья акула, или жёлтопятнистая кошачья акула
- Scyliorhinus cervigoni (Maurin & Bonnet, 1970) — Западноафриканская кошачья акула
- Scyliorhinus  comoroensis (Compagno, 1988)
- Scyliorhinus garmani (Fowler, 1934) — Коричневопятнистая кошачья акула
- Scyliorhinus haeckelii (A. Miranda-Ribeiro, 1907) — Бразильская кошачья акула
- Scyliorhinus hesperius (S. Springer, 1966) — Центральноамериканская кошачья акула
- Scyliorhinus meadi (S. Springer, 1966) — Багамская кошачья акула
- Scyliorhinus  retifer (Garman, 1881) — Акула-кошка, или сетчатый морской пёс, или мексиканская кошачья акула
- Scyliorhinus stellaris (Linnaeus, 1758) — Звёздчатая кошачья акула, или крупнопятнистая кошачья акула, или звёздчатый морской пёс
- Scyliorhinus tokubee (Shirai, Hagiwara & Nakaya, 1992)
- Scyliorhinus torazame (S. Tanaka (I), 1908) — Японская кошачья акула
- Scyliorhinus  torrei (Howell-Rivero, 1936) — Кубинская кошачья акула, или флоридская кошачья акула

Согласно данным сайта Paleobiology Database, на декабрь 2024 года в род включают 25 вымерших видов:

| - Scyliorhinus alaformis Feichtinger et al., 2024 - Scyliorhinus antiquus Agassiz, 1843 - Scyliorhinus arlingtonensis Cappetta & Case, 1999 - Scyliorhinus biauriculatus Casier, 1946 - Scyliorhinus biddlei Halter, 1995 - Scyliorhinus brumarivulensis Underwood & Ward, 2008 - Scyliorhinus cabindensis Leriche, 1927 - Scyliorhinus coupatezi Herman, 1974 - Scyliorhinus distans Probst, 1879 - Scyliorhinus dubius Woodward, 1889 - Scyliorhinus elongatus Davis, 1887 - Scyliorhinus entomodon Noubhani & Cappetta 1997 - Scyliorhinus fossilis Leriche, 1927 | - Scyliorhinus luypaertsi Halter, 1995 - Scyliorhinus minutissimus Winkler, 1873 - Scyliorhinus monsaugustus Guinot et al., 2013 - Scyliorhinus muelleri Guinot et al., 2013 - Scyliorhinus pattersoni Cappetta, 1976 - Scyliorhinus ptychtus Noubhani & Cappetta 1997 - Scyliorhinus reyndersi Halter, 1995 - Scyliorhinus sulcidens Noubhani & Cappetta, 1997 - Scyliorhinus taylorensis Cappetta & Case, 1999 - Scyliorhinus trifolius Adnet, 2006 - Scyliorhinus weemsi Cicimurri et al., 2022 - Scyliorhinus woodwardi Cappetta, 1976 |  |